# 章规
章规（1409年—？），字守规，军籍，明朝政治人物。浙江鄞县（今属宁波市海曙区）人。

## 生平
生于明朝永乐七年（1409年）己丑九月二十六日。
景泰二年（1451年），登辛未进士。
授行人司行人。
以九载考称，升礼部祠祭员外郎。
又升本司郎中。
历苑马寺少卿，致仕。